# 华莱士·布赖恩特
小华莱士·戈登·布赖恩特（英語：Wallace Gordon Bryant Jr.，1959年7月14日—），美国NBA联盟前职业篮球运动员。他在1982年的NBA选秀中第2轮第7顺位被芝加哥公牛选中。